# Jeannie Epper
Jean Luann Epper, dit Jeannie Epper, née le 27 janvier 1941 à Simi Valley (Californie) et morte le 5 mai 2024 dans la même ville, est une cascadeuse et actrice américaine. Considérée comme une des pionnières dans ce domaine aux États-Unis, elle a participé aux cascades de plus de 100 films et séries télévisées, dont Wonder Woman.

## Biographie
Jeannie Epper vient d’une famille de cascadeurs : son père, John Epper, avait doublé des acteurs comme Errol Flynn, Henry Fonda et Gary Cooper, et ses frères et sœurs se consacreront aussi au métier de cascadeur. Elle est ainsi une des premières à doubler des enfants acteurs à Hollywood.
Un de ses rôles les plus connus est le doublage de Lynda Carter dans la série télévisée Wonder Woman.
En 1968, elle fait partie des membres fondateurs de l’association américaine des cascadeuses de cinéma (Stuntwomen's Association of Motion Pictures) et est membre honoraire de l’association masculine équivalente,.
Epper meurt le 5 mai 2024 à Simi Valley à l’âge de 83 ans.

## Filmographie
- 1975-1979 : Wonder Woman (série télévisée)
- 1976 : Charlie’s Angels (série télévisée)
- 1984 : À la poursuite du diamant vert
- 1988 : Elvira, maîtresse des ténèbres
- 1990 : Bienvenue au Paradis
- 1990 : Total Recall
- 1991 : Les Indomptés
- 1991 : Dead Again
- 1992 : Article 99
- 1992 : Chérie, j'ai agrandi le bébé
- 1992 : Innocent Blood
- 1993 : Demolition Man
- 1994 : Blown Away
- 1995 : Une journée en enfer
- 1995 : Money Train
- 1996 : Mother
- 1996 : Agent zéro zéro
- 1996 : Kazaam
- 1997 : Bonjour les vacances : Viva Las Vegas
- 1997 : Les Ailes de l'enfer
- 1997 : Steel
- 1997 : Menace toxique
- 1998 : Armageddon
- 1998 : Blade
- 1998 : Soldier
- 1999 : Wild Wild West
- 1999 : Mystery Men
- 2001 : Rush Hour 2
- 2001 : Princesse malgré elle
- 2001 : Jay et Bob contre-attaquent
- 2002 : Orange County
- 2002 : Allumeuses !
- 2002 : Arrête-moi si tu peux
- 2002 : Minority Report
- 2003 : 2 Fast 2 Furious
- 2003 : Bad Boys 2
- 2003 : Freaky Friday : Dans la peau de ma mère
- 2004 : Kill Bill : Volume 2
- 2004 : Criminal
- 2005 : Rencontres à Elizabethtown
- 2006 : Poséidon
- 2006 : Fast and Furious: Tokyo Drift
- 2008 : American Son
- 2008 : Phénomènes
- 2009 : Les Colocataires
- 2010 : Le Livre d'Eli
- 2011 : Bienvenue à Cedar Rapids
- 2012 : After
- 2012 : Flight
- 2015 : En cavale

## Récompenses
- 1985 : Annual Stuntman Award for Most Spectacular Stunt (Feature Film) : pour À la poursuite du diamant vert[3]
- 2007 : Taurus World Stunt Awards : prix pour l’ensemble de sa carrière[6]